# Peter Farrelly

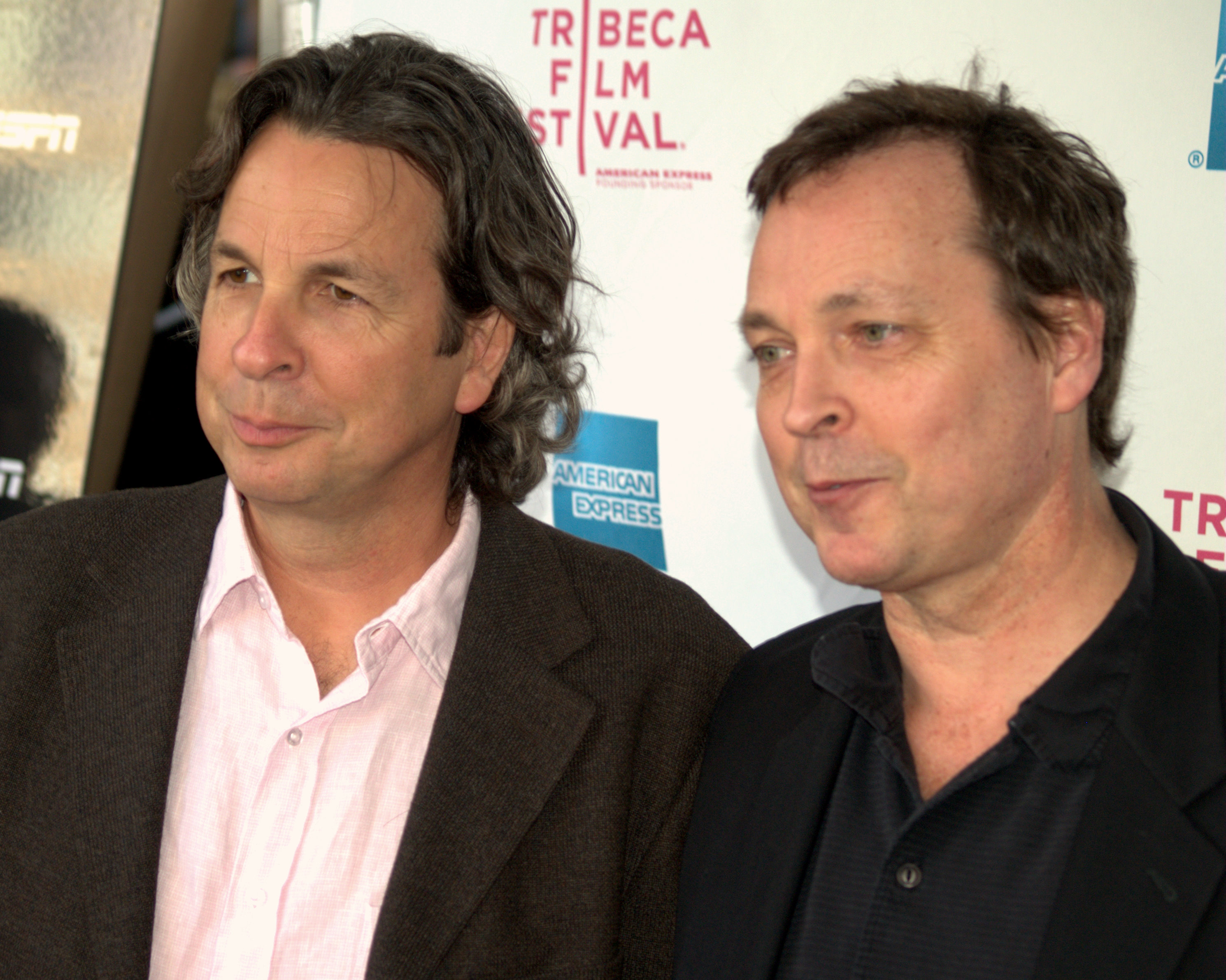
Bracia Peter i Bobby Farrelly podczas premiery filmu Lost Son of Havana − Tribeca Film Festival (2009)

Peter John Farrelly (ur. 17 grudnia 1956 w Phoenixville w stanie Pensylwania) − amerykański reżyser, scenarzysta i producent filmowy pochodzenia irlandzkiego i polskiego. Pracuje w duecie z bratem, Bobbym Farrellym.

## Filmografia

### Jako reżyser
- Green Book (2018)
- The Three Stooges (2011)
- Dziewczyna moich koszmarów (2007)
- Miłosna zagrywka (2005)
- Skazani na siebie (2003)
- Płytki facet (2001)
- Osmosis Jones (2001)
- Ja, Irena i Ja (2000)
- Sposób na blondynkę (1998)
- Kręglogłowi (1996)
- Głupi i głupszy (1994)

### Jako producent
- Green Book (2018)
- The Three Stooges (2011)
- Olimpiada (2005)
- Skazani na siebie (2003)
- Osmosis Jones (2001)
- Płytki facet (2001)
- Powiedz, że to nie tak (2001)
- Ja, Irena i Ja (2000)
- Sposób na blondynkę (1998)

### Jako scenarzysta
- Green Book (2018)
- The Three Stooges (2011)
- Dziewczyna moich koszmarów (2007)
- Skazani na siebie (2003)
- Płytki facet (2001)
- Ja, Irena i Ja (2000)
- Sposób na blondynkę (1998)
- Głupi i głupszy (1994)